# A Thing About Machines
"A Thing About Machines" is een aflevering van de Amerikaanse televisieserie The Twilight Zone.

## Plot

### Opening
This is Mr. Bartlett Finchley, age forty-eight, a practicing sophisticate who writes very special and very precious things for gourmet magazines and the like. He's a bachelor and a recluse with few friends, only devotees and adherents to the cause of tart sophistry. He has no interests save whatever current annoyances he can put his mind to. He has no purpose to his life, except the formulation of day-to-day opportunities to vent his wrath on mechanical contrivances of an age he abhors. In short, Mr. Bartlett Finchley is a malcontent, born either too late or too early in the century, and who in just a moment will enter a realm where muscles and the will to fight back are not limited to human beings. Next stop for Mr. Bartlett Finchley: The Twilight Zone.
— Rod Serling

### Verhaal
Bartlett Finchley is een schrijver met een erg kort lontje, die voortdurend zijn woede en frustraties afreageert op de machines om hem heen. Hij begint zelfs te vermoeden dat de machines tegen hem samenspannen. De mensen die hij hierover vertelt, nemen hem niet serieus en denken dat hij gewoon paranoïde is.
Desondanks blijft Finchley erbij dat de machines tegen hem zijn en het begint er steeds meer op te lijken dat hij gelijk heeft. Zijn auto weigert dienst en zijn schrijfmachine tikt uit zichzelf het bericht "GET OUT OF HERE, FINCHLEY" (ga hier weg Finchley). De tv springt vanzelf aan en toont op het scherm dezelfde tekst en iedere keer als de telefoon gaat hoort Finchley een stem aan de andere kant van de lijn hem vertellen dat hij moet verdwijnen.
Uiteindelijk houdt Finchley het niet meer uit. Hij rent het huis uit, waar zijn auto opeens vanzelf begint de rijden en hem het zwembad in jaagt. Finchley zinkt naar de bodem en verdrinkt. Wanneer de politie later zijn lijk uit het water vist, kunnen ze maar niet ontdekken hoe Finchley naar de bodem kon zijn gezonken daar hij geen zware voorwerpen bij zich droeg. Ze houden het er maar op dat hij wellicht een hartaanval heeft gehad.

### Slot
Yes, it could just be. It could just be that Mr. Bartlett Finchley succumbed from a heart attack and a set of delusions. It could just be that he was tormented by an imagination as sharp as his wit and as pointed as his dislikes. But as perceived by those attending, this is one explanation that has left the premises with the deceased. Look for it filed under 'M' for machines in the Twilight Zone.
— Rod Serling

## Rolverdeling
- Richard Haydn : Bartlett Finchley
- Barbara Stuart : Miss Rogers (secretaresse)
- Barney Phillips : Tv-monteur
- Jay Overholts : Intern
- Henry Beckman : Politieagent
- Lew Brown : telefoonmonteur
- Margarita Cordova : vrouw

## Trivia
- De attractie The Twilight Zone Tower of Terror bevat twee referenties naar deze aflevering. De eerste is een schrijfmachine met de tekst GET OUT OF HERE FINCHLEY en een kaart ernaast waarop staat: "Practically Writes By Itself", en een elektrisch scheermes met een kaart ernaast waarop staat "Comes With An Extra Long Cord It Can Follow You Anywhere".
- Barney Phillips speelde ook mee in The Purple Testament, Miniature en Will the Real Martian Please Stand Up?.